# Ліота (Міннесота)
Ліота (англ. Leota) — переписна місцевість (CDP) в США, в окрузі Ноблс штату Міннесота. Населення — 202 особи (2020).

## Географія
Ліота розташована за координатами 43°49′35″ пн. ш. 96°1′27″ зх. д. / 43.82639° пн. ш. 96.02417° зх. д. (43.826383, -96.024232).  За даними Бюро перепису населення США в 2010 році переписна місцевість мала площу 3,55 км², з яких 3,55 км² — суходіл та 0,00 км² — водойми.

## Демографія
Згідно з переписом 2010 року, у переписній місцевості мешкало 209 осіб у 100 домогосподарствах у складі 63 родин. Густота населення становила 59 осіб/км².  Було 115 помешкань (32/км²).
Расовий склад населення:
| - 96,7 % — білих - 1,9 % — корінних американців |

До двох чи більше рас належало 1,4 %. Частка іспаномовних становила 1,9 % від усіх жителів.
За віковим діапазоном населення розподілялося таким чином: 17,7 % — особи молодші 18 років, 48,8 % — особи у віці 18—64 років, 33,5 % — особи у віці 65 років та старші. Медіана віку мешканця становила 53,2 року. На 100 осіб жіночої статі у переписній місцевості припадало 95,3 чоловіків;  на 100 жінок у віці від 18 років та старших — 102,4 чоловіків також старших 18 років.
Середній дохід на одне домашнє господарство  становив 48 346 доларів США (медіана — 41 964), а середній дохід на одну сім'ю — 63 252 долари (медіана — 56 667). За межею бідності перебувало 4,7 % осіб, у тому числі 0,0 % дітей у віці до 18 років та 9,6 % осіб у віці 65 років та старших.
Цивільне працевлаштоване населення становило 100 осіб. Основні галузі зайнятості: освіта, охорона здоров'я та соціальна допомога — 26,0 %, виробництво — 13,0 %, роздрібна торгівля — 10,0 %, оптова торгівля — 8,0 %.